# Жан-Луї Лека
Жан-Луї Лека (фр. Jean-Louis Leca, нар. 21 вересня 1985, Бастія, Франція) — французький футболіст, воротар клубу «Ланс».

## Ігрова кар'єра

### Клубна
Жан-Луї Лека народився у місті Бастія і першим професійним клубом в його кар'єрі став місцевий клуб «Бастія». Де він починав грати на молодіжному рівні. А в 2004 році дебютував на професійному рівні у турнірі Ліга 1.
Влітку 2008 року воротар як вільний агент перейшов до клубу до «Валансьєна». Але за п'ять років провів у команді лише три гри і змушений був повернутися у «Бастію» у 2013 році. В цій команді Лека надійно забронював за собою місце основного воротаря і два сезони провів без замін. Лише у 2017 році футболіст перебрався до іншого клубу з Корсики - до «Аяччо». З яким через перехідний плей-офф піднявся до Ліги 1 але одразу ж повернувся до Ліги 2.
Влітку 2018 року Лека перейшов до клубу Ліги 2 «Ланс», якому в першому ж сезоні допоміг вийти до Ліги 1. У грудні 2022року Лека продовжив контракт із клубом до 2024 року.

### Збірна
У 2009 році Жан-Луї Лека брав участь у неофіційних матчах у складі збірної Корсики.